# Strossmayeria
Strossmayeria is een geslacht van schimmels behorend tot de familie Helotiales. De typesoort is  Strossmayeria rackii, maar deze is later hernoemd naar Strossmayeria basitricha.

## Soorten
Volgens Index Fungorum telt het geslacht 20 soorten (peildatum januari 2024):
| Soortnaam                                          | Auteur(s)                             | Publicatiejaar |
| -------------------------------------------------- | ------------------------------------- | -------------- |
| Strossmayeria alba                                 | (P. Crouan & H. Crouan) Iturr. & Korf | 1990           |
| Strossmayeria alnicola                             | (Velen.) Iturr.                       | 1990           |
| Strossmayeria atriseda                             | (Saut.) Iturr.                        | 1990           |
| Strossmayeria australiensis                        | J. Fröhl. & K.D. Hyde                 | 2000           |
| Strossmayeria bakeriana                            | (Henn.) Iturr.                        | 1990           |
| Strossmayeria basitricha (Schorsloos boomschijfje) | (Sacc.) Dennis                        | 1960           |
| Strossmayeria calamicola                           | J. Fröhl. & K.D. Hyde                 | 2000           |
| Strossmayeria confluens                            | (Seaver & Waterston) Iturr. & Korf    | 1990           |
| Strossmayeria dickorfii                            | Iturr.                                | 1990           |
| Strossmayeria immarginata                          | (Pat. & Gaillard) Iturr.              | 1990           |
| Strossmayeria introspecta                          | (Cooke) Iturr.                        | 1990           |
| Strossmayeria jamaicensis                          | (Seaver) Iturr. & Korf                | 1990           |
| Strossmayeria japonica                             | Iturr.                                | 1990           |
| Strossmayeria josserandii                          | (Grelet) Bertault                     | 1970           |
| Strossmayeria nigra                                | Iturr.                                | 1990           |
| Strossmayeria notabilis                            | Iturr.                                | 1990           |
| Strossmayeria ochrospora                           | Iturr.                                | 1990           |
| Strossmayeria phaeocarpa                           | Dennis                                | 1961           |
| Strossmayeria sordida                              | (E.K. Cash) Iturr.                    | 1990           |
| Strossmayeria sphenospora                          | (Kirschst.) Dennis                    | 1962           |